# Mathias Vacek
Mathias Vacek (Beroun, 12 de junio de 2002) es un ciclista profesional checo que compite con el equipo Lidl-Trek. Su hermano mayor, Karel, también es ciclista.

## Trayectoria
Practicante de esquí de fondo, modalidad en la que llegó a participar en los Juegos Olímpicos de la Juventud de 2020, también competía en ciclismo, deporte en el que empezó a hacerlo como profesional en 2021 con el Gazprom-RusVelo.
En 2022 logró su primera victoria; lo hizo en la sexta etapa del UAE Tour merced a una fuga. Esa misma temporada, tras la retirada de la licencia UCI a su equipo, consiguió más triunfos en categoría sub-23, como el prólogo de la Carrera de la Paz o el campeonato nacional en contrarreloj. También ganó la medalla de plata en la prueba en ruta del Campeonato Europeo y el Campeonato Mundial. Entre la celebración de ambas pruebas se anunció su fichaje por el Trek-Segafredo para los siguientes tres años.

## Medallero internacional
| Campeonato Mundial | Campeonato Mundial      | Campeonato Mundial | Campeonato Mundial |
| Año                | Lugar                   | Medalla            | Competición        |
| ------------------ | ----------------------- | ------------------ | ------------------ |
| 2022               | Wollongong ( Australia) | Medalla de plata   | Ruta sub-23        |
| Campeonato Europeo |                         |                    |                    |
| Año                | Lugar                   | Medalla            | Competición        |
| 2022               | Anadia ( Portugal)      | Medalla de plata   | Ruta sub-23        |

## Palmarés
2022
- 1 etapa del UAE Tour
- 1 etapa de la Carrera de la Paz sub-23
- 2.º en el Campeonato Europeo en Ruta sub-23
- 2.º en el Campeonato Mundial en Ruta sub-23

2023
- 3.º en el Campeonato de la República Checa Contrarreloj
- Campeonato de la República Checa en Ruta

2024
- Campeonato de la República Checa Contrarreloj

2025
- Campeonato de la República Checa Contrarreloj
- Campeonato de la República Checa en Ruta
- 1 etapa del Tour de Valonia

## Resultados en Grandes Vueltas y Campeonatos del Mundo
| Carrera              | Carrera              | 2021 | 2022 | 2023 | 2024 | 2025 |
| -------------------- | -------------------- | ---- | ---- | ---- | ---- | ---- |
|                      | Giro de Italia       | —    | —    | —    | —    | 57.º |
|                      | Tour de Francia      | —    | —    | —    | —    | —    |
|                      | Vuelta a España      | —    | —    | —    | 61.º | —    |
| Mundial en Ruta      | Mundial en Ruta      | —    | —    | Ab.  | 20.º | —    |
| Mundial Contrarreloj | Mundial Contrarreloj | —    | —    | 38.º | 27.º | —    |

―: no participa
Ab.: abandono

## Equipos
- Gazprom-RusVelo (2021-2022)
- Trek-Segafredo (stagiaire) (2022)[9]
- Trek (2023-)
  - Trek-Segafredo (2023)[10]
  - Lidl-Trek (2023-)